# Большая Рассия
Большая Рассия (фин. Rasi) — деревня в Котельском сельском поселении Кингисеппского района Ленинградской области.

## История
Впервые упоминается в Писцовой книге Водской пятины 1500 года как деревня Расья в Никольском Толдожском погосте в Чюди Ямского уезда.
Затем как деревня Rasia Bolsaia в Толдожском погосте в шведских «Писцовых книгах Ижорской земли» 1618—1623 годов.
На карте Ингерманландии А. И. Бергенгейма, составленной по шведским материалам 1676 года, она обозначена как деревня Raskabolsoi.
На шведской «Генеральной карте провинции Ингерманландии» 1704 года — как Rasskabolsoi.
Как деревня Расеа Болш она упомянута на «Географическом чертеже Ижорской земли» Адриана Шонбека 1705 года.
На карте Санкт-Петербургской губернии Ф. Ф. Шуберта 1834 года обозначена деревня Чухонская Большая Рассия.

БОЛЬШАЯ РАССИЯ — деревня принадлежит генерал-майору Альбрехту, число жителей по ревизии: 47 м. п., 63 ж. п. (1838 год)

В пояснительном тексте к этнографической карте Санкт-Петербургской губернии П. И. Кёппена 1849 года она записана как деревня Rasi (Чухонская Рассия) и указано количество её жителей на 1848 год: савакотов — 36 м. п., 39 ж. п., всего 75 человек, води — 10 м. п., 10 ж. п., всего 20 человек.
Согласно карте профессора С. С. Куторги 1852 года деревня называлась Чухонская (Большая Россия).

ЧУХОНСКАЯ РАССИЯ — деревня генерал-майора Альбрехта, 10 вёрст по почтовой, а остальное по просёлкам, число дворов — 18, число душ — 38 м. п. (1856 год)

ЧУХОНСКАЯ РАССИЯ — деревня, число жителей по X-ой ревизии 1857 года: 36 м. п., 53 ж. п., всего 89 чел.

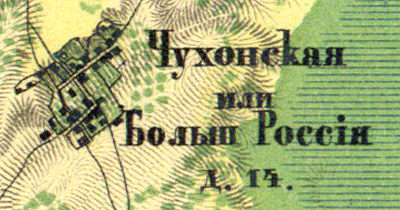
Деревня Большая Рассия на карте 1860 года

Согласно «Топографической карте частей Санкт-Петербургской и Выборгской губерний» в 1860 году деревня называлась Чухонская или Большая Россия и насчитывала 14 крестьянских дворов.

ЧУХОНСКАЯ (БОЛЬШАЯ) РАССИЯ — деревня владельческая при колодцах, число дворов — 16, число жителей: 36 м. п., 40 ж. п. (1862 год)

ЧУХОНСКАЯ РАССИЯ — деревня, по земской переписи 1882 года: семей — 27, в них 55 м. п., 53 ж. п., всего 108 чел.

ЧУХОНСКАЯ РАССИЯ — деревня, число хозяйств по земской переписи 1899 года — 27, число жителей: 42 м. п., 59 ж. п., всего 101 чел.;
 разряд крестьян: бывшие владельческие; народность: русская — 44 чел., финская — 57 чел.

В конце XIX — начале XX века деревня административно относилась к Котельской волости 2-го стана Ямбургского уезда Санкт-Петербургской губернии.
С 1917 по 1924 год деревня Чухонская Рассия входила в состав Рассиевского сельсовета Котельской волости Кингисеппского уезда.
С 1925 года в составе Ундовского сельсовета.
Согласно данным переписи населения СССР 1926 года в деревне Рассия Чухонская проживали 98 человек, большинство финны, а также русские.
С 1927 года в составе Котельского района.
С 1931 года в составе Кингисеппского района.
По данным 1933 года деревня называлась Чухонская Рассия и входила в состав Котельского сельсовета Кингисеппского района.
Деревня была освобождена от немецко-фашистских оккупантов 31 января 1944 года.
По данным 1966, 1973 и 1990 годов деревня Большая Рассия входила в состав Котельского сельсовета Кингисеппского района.
В 1997 году в деревне Большая Рассия проживали 48 человек, в 2002 году — 16 человек (русские — 88 %), в 2007 году — 27.

## География
Деревня расположена в северо-восточной части района на автодороге 41К-621 (подъезд к дер. Большая Рассия).
Расстояние до административного центра поселения — 13 км.
Расстояние до ближайшей железнодорожной станции Котлы — 7,5 км.

## Демография
| 1862 | 2007 | 2010 | 2017 |
| ---- | ---- | ---- | ---- |
| 76   | ↘27  | ↘18  | →18  |

### Национальный состав
Согласно данным Всероссийской переписи населения 2021 года в деревне проживали 20 человек, из них:
 русские — 17, азербайджанцы — 1, румыны — 1, украинцы — 1 человек.